# Robert Jammes
Pour les articles homonymes, voir Jammes.
Robert Jammes est un hispaniste français, professeur émérite à l'Université de Toulouse-Le Mirail.

## Biographie
Né le 26 avril 1927 à Casablanca, cet ancien élève de l'École normale supérieure, agrégé d'espagnol, a enseigné au Lycée de Carcassonne (1951-1953), puis à l'Université de Montpellier en qualité d'Assistant (1953-1958), à celle de Grenoble comme chargé d'Enseignement (1957-1962) et, après trois années de détachement au CNRS (1962-1965), à l'Université de Toulouse-Le Mirail jusqu'à sa retraite (1965-1987).
Corrélativement à son enseignement, il a consacré ses recherches à l'étude du Siècle d'Or espagnol en général, et particulièrement à celle de la poésie de Luis de Góngora (1561-1627) dont il est devenu spécialiste.
Il a pu, avec le concours de ses jeunes collègues toulousains, constituer un groupe de recherches sur le Siècle d'Or, qui a lancé en 1978 la revue d'érudition Criticón, dont la parution ne s'est pas interrompue depuis cette date.
Il a été membre de divers jurys de concours universitaires (CAPES, Agrégation, ENS).
Il meurt à Villefranche-de-Lauragais le 12 octobre 2020.

## Publications
- Góngora, Luis de. - Letrillas. Éd. critique et annotée. Paris, Ediciones Hispano-Americanas, 1963. XXXI - 532 p. 2e ed. : Madrid, Castalia, 1980. 305 p.
- Góngora, Luis de. - Las firmezas de Isabela. Éd. critique et annotée. Madrid, Castalia, 1984. 309 p.
- Góngora, Luis de. - Soledades. Edición, introducción y notas. Madrid, Castalia, 1994. 734 p.
- Études sur l’œuvre poétique de don Luis de Góngora y Argote. Bordeaux, 1967. XI - 703 p. (Thèse d'État). Traduction espagnole : La obra poética de Góngora. Madrid, Castalia, 1987. X - 574p.
- Poesia erótica del Siglo de Oro. - Université de Toulouse-Le Mirail, 1975. XXIV - 363 p. En collaboration avec Pierre Alzien et Yvan Lissorgues. 2e ed. : Barcelona, Editorial Critica, 1984.
- Edition et présentation de l'Hommage à Juan Marinello et Noël Salomon. Cuba : les étapes d'une libération (Actes du Colloque International de Toulouse, 22-24 nov. 1978). Toulouse, France - Ibérie Recherche, 1979 et 1980. 2 vol. XXIII - 347 et 91 p.
- Rétrogongorisme. N°1 de la revue Criticón. Toulouse, Presses Universitaires du Mirail, 1978. 82 p.
- Anuario aureo. N°29 de Criticón, 1985. 345 p. En collaboration avec Odette Gorsse et Marc Vitse.
- Vingt-six versions espagnoles traduites et commentées (Licence, concours). Toulouse, Presses Universitaires du Mirail, 1987. XIV - 193p. Avec la collaboration d'Odette Gorsse. 2e éd. : P.U.M., 1989.
- Une autre Espagne du Siècle d'Or. Toulouse, Presses Universitaires du Mirail, 1988. 53 p. En collaboration avec Maité Mir et Marc Vitse.
- Glosario de voces anotadas en los 100 primeros volumenes de Clasicos Castalia. Madrid, Castalia, 1993. XXVII - 752 p. (Clasicos Castalia, n° 200). En collaboration avec Maité Mir et l'équipe de recherche du L.E.S.O. (CNRS).
- Jacques BEYRIE et Robert JAMMES. - Histoire de la littérature espagnole d'expression castillane. Paris, PUF, 1994. 459 p.
- Gonzalo CORREAS. - Vocabulario de refranes y frases proverbiales (1627). Edition de Louis Combet (1967), revue et modernisée par Robert Jammes et Maité Mir-Andreu. Madrid, Castalia, 2000. XXXIII - 1187p.
- Comprendre Góngora. Anthologie bilingue présentée et traduite par Robert Jammes. Toulouse, Presses Universitaires du Mirail, 2009. XV - 359 p.